# Infermiere Disaster Manager
L'infermiere Disaster Manager è una figura professionale, originatasi negli Stati Uniti d'America e diffusasi negli ultimi decenni in Europa, responsabile dell'attuazione dei piani operativi in caso di maxiemergenze interne alla struttura (PEIVAC) oppure esterne (PEIMAF).
Egli agisce in caso di maxiemergenza, ossia di un disastro improvviso che causa nella fase iniziale di risposta una temporanea insufficienza dei mezzi di soccorso

## Attività
Lo scopo fondamentale del Disaster Manager è quello di raggiungere il miglior livello di sicurezza e salute per le persone e la comunità coinvolte in un disastro. Lo scenario nel quale egli si trova a operare vede la presenza limitata o l'assenza totale di equipaggiamento, infrastrutture e servizi. 
Il lavoro del Disaster Manager si sviluppa in tre fasi;
- La prima consiste nel pianificare gli interventi prima dell'eventuale disastro, nel controllo delle procedure, nella formazione e aggiornamento continuo del personale, nella preparazione delle strutture e delle risorse;
- La seconda è contemporanea al verificarsi del disastro e concerne la risposta immediata, il coordinamento dell'intervento, l'analisi e la soluzione dei problemi, la comunicazione con i colleghi, le persone coinvolte a vario titolo nell'evento e i mezzi di informazione. Qui la pianificazione si attua attraverso le fasi di accettazione, triage, stabilizzazione, diagnostica e ricovero.[1];
- La terza, a posteriori, prevede la valutazione dei risultati, la correzione degli errori e la pianificazione per il prossimo evento.

## Nel mondo

### Italia
Il ruolo di tali infermieri è spesso coordinato con gli operatori della Protezione Civile. L'Associazione Italiana di Medicina delle Catastrofi ha importato dall'esperienza americana le figure del:
- Medical Disaster Manager (MDM), che è a capo delle unità extraospedaliere (PEIMAF)
- Hospital Disaster Manager (HDM), che cura l'organizzazione ospedaliera sia in caso di PEIMAF sia in caso di PEIVAC

L'Hospital Disaster Management (il cui lavoro si integra con le strutture e il personale della Protezione Civile a livello regionale e provinciale) prevede la creazione e il coordinamento di team specifici, ciascuno di essi coordinato da un Disaster Manager. I team sono composti da personale in grado di gestire con una competenza specifica i bisogni fisico-emotivi delle persone coinvolte in un disastro ambientale o causato dall'uomo, che si preparano ad affrontare varie maxiemergenze per mezzo di esercitazioni e simulazioni di scenari; da questo lavoro scaturiscono poi i modelli che servono per dare vita ai piani operativi. I principali sono il PEIVAC (per maxiemergenze interne alla struttura) e il PEIMAF (per maxiemergenze sul territorio). Tale organizzazione consente una risposta più efficiente se paragonata a quella tradizionale.
L'infermiere Disaster Manager deve essere in grado di operare in gruppo sia all'interno di ogni singola struttura ospedaliera, sia sul luogo dell'eventuale catastrofe. Ogni gruppo è coordinato da un Hospital Disaster Manager.
Per le figure con formazione adeguata è prevista l'assegnazione di compiti fondamentali quali il triage, l'assistenza ai pazienti critici, l'allestimento delle aree di ricovero nella prima fase di soccorso. Spetta a lui, dunque, gestire in prima persona la fase iniziale del soccorso

### Piano di Emergenza Interno per Massiccio Afflusso di Feriti (PEIMAF)
La pianificazione del PEIMAF si attiene a uno schema prestabilito, in grado di essere flessibile a seconda del tipo di maxiemergenza; tale piano viene elaborato sotto la supervisione dell'Hospital Disaster Manager e la sua operatività si basa sulle figure di infermieri Disaster Manager, addestrati per intervenire in situazioni di simile gravità. Esso deve garantire il soccorso e il trattamento, eventuale ricovero incluso, a un numero di persone di gran lunga superiore allo standard di ricettività del Dipartimento di Emergenza ed Accettazione. Inoltre, il PEIMAF si inserisce in una rete integrata di Piani di Emergenza (Protezione Civile, Comune...) e deve comunque garantire l'attività di routine sufficiente per coloro che si trovino già ricoverati nella struttura. 
L'implementazione del PEIMAF prevede che, una volta scattato l'allarme e individuate le aree di trattamento, vengano attivati sia la catena di comando sia i sistemi di comunicazione e informazione; in ogni reparto della struttura devono poi essere disponibili dei presidi specifici. L'ultimo passo consiste nella creazione di un'Unità di Crisi Strategica.
Per quanto riguarda l'Italia, le indicazioni generali del PEIMAF dell'Ospedale Martini di Torino sono quelle su cui si è basato il Dipartimento Nazionale della Protezione Civile, che poi le ha rese operative in tutti gli ospedali italiani.

### Piano di Emergenza Interno per EVACuazione (PEIVAC)
Il PEIVAC può essere attivato sia per eventi strutturali come cedimenti, black out o incendi oppure per esigenze di trasloco o per infestazione, quindi in una qualsiasi situazione in cui è prevista un'evacuazione della struttura.
Esattamente come il PEIMAF il piano è pre-organizzato e coinvolge diverse professionalità e ne identifica i ruoli attraverso delle “action card” (distribuzione dei ruoli in modo preordinato).